# 劳厄环形山
劳厄环形山（Laue）是位于月球背面北半部一座古老的大撞击坑，约形成于45.5-39.2亿年前的前酒海纪，其名称取自德国物理学家马克斯·冯·劳厄（1879年-1960年），1970年被国际天文学联合会正式批准接受。

## 描述

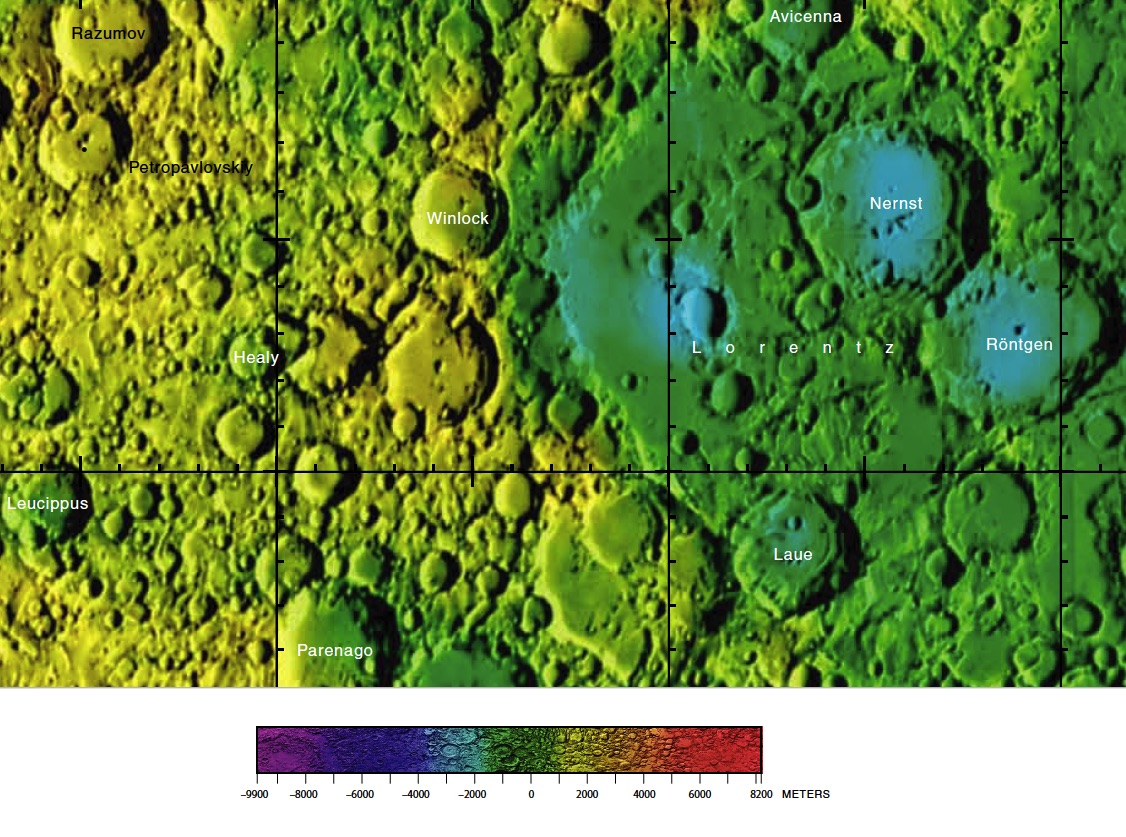
劳厄环形山的周边，月球背面区域详图。

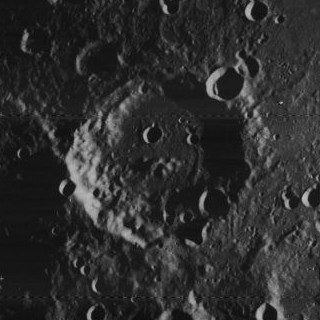
月球轨道器4号拍摄的图像

该陨坑坐落在洛伦兹环形山西南偏南坑壁及坑底上，东北靠近伦琴环形山、西南毗邻巴特尔斯环形山，略小的贝尔环形山而位于它的南面、西南则坐落了伯克纳环形山。该陨坑中心月面坐标为28°17′N 97°03′W / 28.29°N 97.05°W，直径89.17公里，深度约2.82公里。
劳厄环形山外观轮廓接近圆形，但坑沿边缘不齐，受侵蚀程度一般，环坑壁覆盖了数座小撞击坑，其中最大的一座切入在它的东北侧，而东南偏东内壁则嵌入了一座较小的杯形坑。陨坑北侧内壁较其它部分更峭薄，可能是由撞击所导致的结果。该环形山坑壁最大高出周边地形1420米，内部容积约7613立方千米。坑内地表较为平坦，散布有许多细小的撞击坑穴以及位于西北偏北部的一座圆杯状小陨坑，中心点偏南坐落了二道小山脊。
虽然劳厄环形山位于月球背面，但在月球恰当的摄动及良好的光照条件下，也可地球上观察到它，但其显示角度很低，且外观会发生变形。

## 卫星陨石坑
按惯例，最靠近劳厄环形山的卫星坑将在月图上以字母标注在它的中心点旁边.

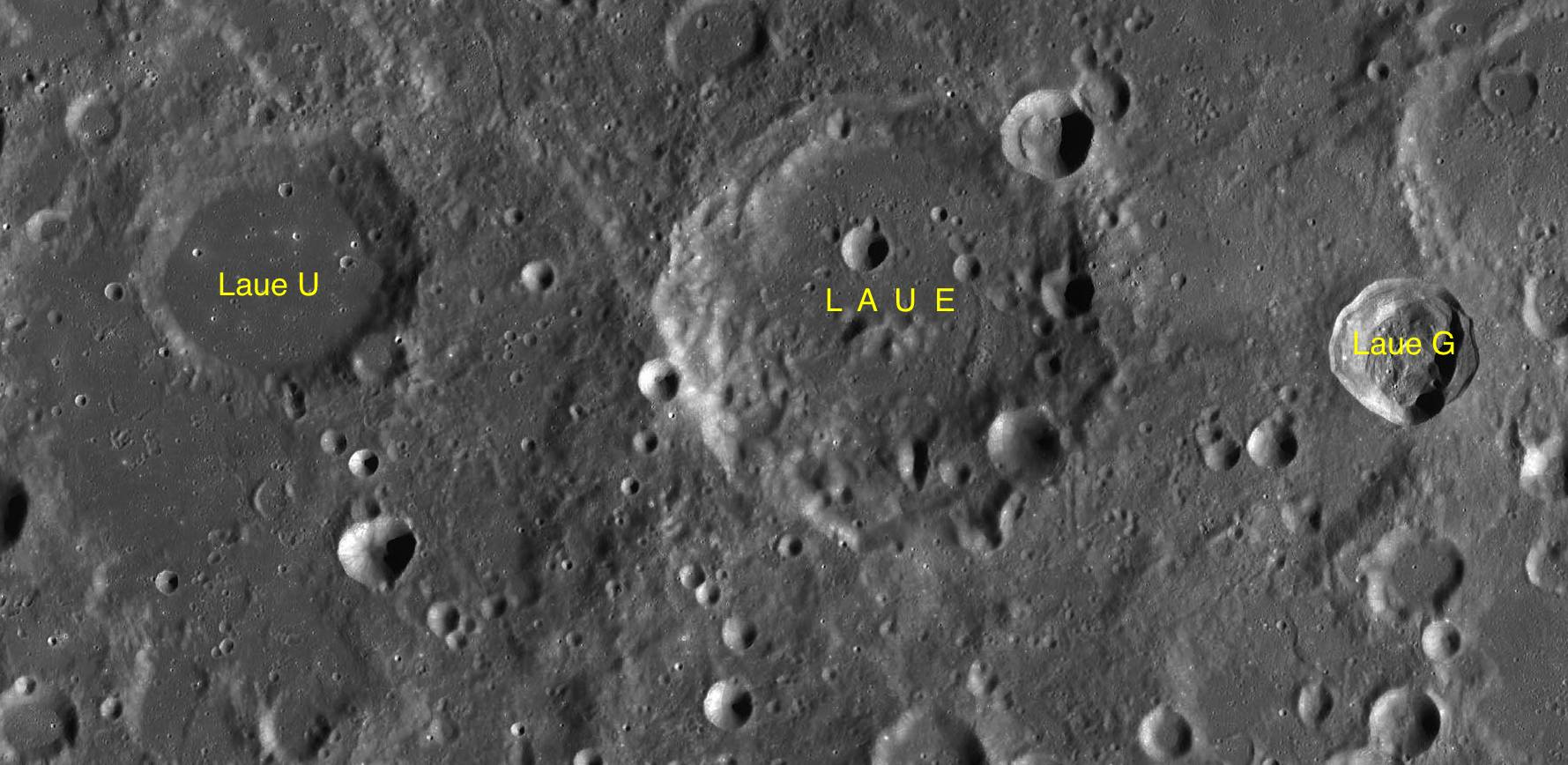
LAC-54 区域图

| 劳厄 | 纬度    | 经度     | 直径    |
| ---- | ------- | -------- | ------- |
| G    | 27.8° N | 93.2° W  | 36 公里 |
| U    | 28.8° N | 101.4° W | 56 公里 |

## 参引资料
1. 1 2 3 4  Lunar Impact Crater Database
2. ↑   (PDF).   [2017-03-26]. （原始内容存档 (PDF)于2018-05-30）.
3. ↑   (PDF).   [2017-03-26]. （原始内容存档 (PDF)于2020-11-27）.
4. ↑  .   [2017-03-26]. （原始内容存档于2020-11-16）.

## 另请参阅
- Andersson, L. E.; Whitaker, E. A. . NASA RP-1097. 1982.
- Blue, Jennifer. . USGS. July 25, 2007  [2007-08-05]. （原始内容存档于2012-04-08）.
- Bussey, B.; Spudis, P. . New York: Cambridge University Press. 2004. ISBN 978-0-521-81528-4.
- Cocks, Elijah E.; Cocks, Josiah C. . Tudor Publishers. 1995. ISBN 978-0-936389-27-1.
- McDowell, Jonathan. . Jonathan's Space Report. July 15, 2007  [2007-10-24]. （原始内容存档于2012-05-26）.
- Menzel, D. H.; Minnaert, M.; Levin, B.; Dollfus, A.; Bell, B. . Space Science Reviews. 1971, 12 (2): 136–186. Bibcode:1971SSRv...12..136M. doi:10.1007/BF00171763.
- Moore, Patrick. . Sterling Publishing Co. 2001. ISBN 978-0-304-35469-6.
- Price, Fred W. . Cambridge University Press. 1988. ISBN 978-0-521-33500-3.
- Rükl, Antonín. . Kalmbach Books. 1990. ISBN 978-0-913135-17-4.
- Webb, Rev. T. W.  6th revised. Dover. 1962. ISBN 978-0-486-20917-3.
- Whitaker, Ewen A. . Cambridge University Press. 1999. ISBN 978-0-521-62248-6.
- Wlasuk, Peter T. . Springer. 2000. ISBN 978-1-85233-193-1.